# Валле-ан-Шампань
Валле-ан-Шампань (фр. Vallées en Champagne) — муніципалітет у Франції, у регіоні О-де-Франс, департамент Ена. Валле-ан-Шампань утворено 1 січня 2016 року шляхом злиття муніципалітетів Больн-ан-Брі, Ла-Шапель-Монтодон i Сент-Аньян. Адміністративним центром муніципалітету є Больн-ан-Брі. Населення — 581 особа (01.01.2021).